# Długi Most (gmina Brzozie)
Długi Most – osada w Polsce położona w województwie kujawsko-pomorskim, w powiecie brodnickim, w gminie Brzozie.
W latach 1975–1998 miejscowość administracyjnie należała do województwa toruńskiego.